# Алга (Сармановский район)
Алга — деревня в Сармановском районе Республики Татарстан Российской Федерации. Входит в состав Саклов-Башского сельского поселения.

## География
Деревня расположена в верховье реки Сакловасу, в 21 километре к северо-востоку от села Сарманово. 

## История
Деревня основана в 1929 - 1930 годах. Входила в состав Сармановского района, с 10 февраля 1935 года в Ворошиловском, с 29 ноября 1957 года в Яна-Юльском, с 12 октября 1959 года в Сармановском районах. 

## Население
| 1938 | 1949 | 1958 | 1970 | 1979 | 1989 | 2000 | 2010 |
| ---- | ---- | ---- | ---- | ---- | ---- | ---- | ---- |
| 292  | 192  | 195  | 196  | 129  | 77   | 87   | 97   |

## Экономика
Полеводство, мясо-молочное скотоводство. 

## Социальная инфраструктура
Начальная школа, дом культуры. 